# Liste des membres de la 4e Chambre des communes d'Irlande du Nord
 (mai 2023).
Voici une liste des Membres du Parlement élus lors des élections générales de 1933 en Irlande du Nord. Les élections à la 4e Chambre des communes d'Irlande du Nord ont eu lieu le 30 novembre 1933.
Tous les membres de la Chambre des communes d'Irlande du Nord élus aux élections générales de 1933 sont répertoriés.

## Membres
| Nom                            | Circonscription               | Parti | Parti                  |
| ------------------------------ | ----------------------------- | ----- | ---------------------- |
| J. M. Andrews                  | Mid Down                      |       | Ulster Unionist        |
| Sir Edward Archdale            | Enniskillen                   |       | Ulster Unionist        |
| Anthony Babington              | Belfast Cromac                |       | Ulster Unionist        |
| John Milne Barbour             | South Antrim                  |       | Ulster Unionist        |
| Dawson Bates                   | Belfast Victoria              |       | Ulster Unionist        |
| Jack Beattie                   | Belfast Pottinger             |       | NI Labour              |
| Arthur Black                   | Belfast Willowfield           |       | Ulster Unionist        |
| Basil Brooke                   | Lisnaskea                     |       | Ulster Unionist        |
| Richard Byrne                  | Belfast Falls                 |       | Nationalist            |
| Daniel Hall Christie           | North Londonderry             |       | Ulster Unionist        |
| Robert Corkey                  | Queen's University of Belfast |       | Ulster Unionist        |
| James Craig                    | North Down                    |       | Ulster Unionist        |
| Robert Crawford                | Mid Antrim                    |       | Ulster Unionist        |
| John Clarke Davison            | Mid Armagh                    |       | Ulster Unionist        |
| Joseph Devlin                  | Belfast Central               |       | Nationalist            |
| Herbert Dixon                  | Belfast Bloomfield            |       | Ulster Unionist        |
| Alexander Donnelly             | West Tyrone                   |       | Nationalist            |
| Rowley Elliott                 | South Tyrone                  |       | Ulster Unionist        |
| Samuel Fryar                   | West Down                     |       | Ulster Unionist        |
| James Fulton Gamble            | North Tyrone                  |       | Ulster Unionist        |
| Alexander Gordon               | East Down                     |       | Ulster Unionist        |
| John Fawcett Gordon            | Carrick                       |       | Ulster Unionist        |
| William Grant                  | Belfast Duncairn              |       | Ulster Unionist        |
| Samuel Hall-Thompson           | Belfast Clifton               |       | Ulster Unionist        |
| George Boyle Hanna             | Larne                         |       | Ulster Unionist        |
| Cahir Healy                    | South Fermanagh               |       | Nationalist            |
| Tommy Henderson                | Belfast Shankill              |       | Ind. Unionist          |
| Alexander Hungerford           | Belfast Oldpark               |       | Ulster Unionist        |
| John Johnston                  | North Armagh                  |       | Ulster Unionist        |
| Robert James Johnstone         | Queen's University of Belfast |       | Ulster Unionist        |
| George Leeke                   | Mid Londonderry               |       | Nationalist            |
| Robert John Lynn               | North Antrim                  |       | Ulster Unionist        |
| Hugh McAleer                   | Mid Tyrone                    |       | Nationalist            |
| James Joseph McCarroll         | Foyle                         |       | Nationalist            |
| James Hanna McCormick          | Belfast St Annes              |       | Ulster Unionist        |
| Paddy McLogan                  | South Armagh                  |       | Independent Republican |
| Robert McNeill                 | Queen's University of Belfast |       | Ind. Unionist          |
| Harry Midgley                  | Belfast Dock                  |       | NI Labour              |
| Hugh Minford                   | Antrim                        |       | Ulster Unionist        |
| Thomas Moles                   | Belfast Ballynafeigh          |       | Ulster Unionist        |
| Henry Mulholland               | Ards                          |       | Ulster Unionist        |
| Edward Sullivan Murphy         | City of Londonderry           |       | Ulster Unionist        |
| John William Nixon             | Belfast Woodvale              |       | Ind. Unionist          |
| Patrick O'Neill                | Mourne                        |       | Nationalist            |
| Dehra Parker                   | South Londonderry             |       | Ulster Unionist        |
| Hugh Pollock                   | Belfast Windsor               |       | Ulster Unionist        |
| John Hanna Robb                | Queen's University of Belfast |       | Ulster Unionist        |
| David Shillington              | Central Armagh                |       | Ulster Unionist        |
| Joseph Francis Stewart         | East Tyrone                   |       | Nationalist            |
| Éamon de Valera                | South Down                    |       | Fianna Fáil            |
| John Charles Wilson            | Iveagh                        |       | Ulster Unionist        |
| George Charles Gillespie Young | Bannside                      |       | Ulster Unionist        |

## Changement
- 1933: Robert McNeill commence à prendre le whip unioniste.
- 1934: Jack Beattie est expulsé du Parti travailliste d'Irlande du Nord, et siège en tant que membre travailliste indépendant .
- 4 Juin 1934: Thomas Joseph Campbell élu pour les nationalistes à Belfast Central, à la suite du décès de Joseph Devlin.
- 22 Mars 1935: Arthur Brownlow Mitchell est élu pour les unionistes à Queen's University of Belfast, à la suite de la démission de Robert McNeill.
- 2 Avril 1937: Frederick Thompson élu pour les unionistes à Belfast Ballynafeigh, à la suite du décès de Thomas Moles.
- 7 Mai 1937: Patrick Maxwell élu pour les nationalistes dans Foyle, à la suite du décès de James Joseph McCarroll.
- 27 Mai 1937: Harold Claude Robinson élu pour les unionistes à Larne, à la suite de la démission de George Boyle Hanna.
- 2 Février 1938: Décès de Patrick O'Neill.  Son siège est resté vacant au moment des élections générales.